# Cobitis meridionalis
Cobitis meridionalis é uma espécie de peixe actinopterígeo da família Cobitidae.
Pode ser encontrada nos seguintes países: Albânia, Grécia e República da Macedónia.
O seu habitat natural é: lagos de água doce.
Esta espécie está ameaçada por perda de habitat.